# Obsjtina Pazardzjik
Obsjtina Pazardzjik (bulgariska: Община Пазарджик) är en kommun i Bulgarien.   Den ligger i regionen Pazardzjik, i den centrala delen av landet, 100 km sydost om huvudstaden Sofia. Antalet invånare är 114 091. Arean är 640 kvadratkilometer.
Terrängen i Obsjtina Pazardzjik är varierad.
Obsjtina Pazardzjik delas in i:
- Aleko Konstantinovo
- Apriltsi
- Bratanitsa
- Velitjkovo
- Gelemenovo
- Glavinitsa
- Govedare
- Debrăsjtitsa
- Dobrovnitsa
- Dragor
- Zvănitjevo
- Ivajlo
- Krali Marko
- Ljachovo
- Malo Konare
- Mirjantsi
- Mokrisjte
- Ovtjepoltsi
- Ognjanovo
- Patalenitsa
- Pisjtigovo
- Rosen
- Saraja
- Sbor
- Sinitovo
- Topoli dol
- Chadzjievo
- Tsar Asen
- Tsrăntja
- Tjernogorovo
- Junatsite

Följande samhällen finns i Obsjtina Pazardzjik:
- Pazardzjik

Trakten runt Obsjtina Pazardzjik består till största delen av jordbruksmark. Runt Obsjtina Pazardzjik är det ganska tätbefolkat, med 192 invånare per kvadratkilometer.